# پت متنی
پت متنی (انگلیسی: Pat Metheny؛ زادهٔ ۱۲ اوت ۱۹۵۴) برندهٔ ۲۰ جایزهٔ گرمی و تنها کسی است که توانسته این جایزه را در ۱۲ رشتهٔ مختلف تصاحب کند. او در ۱۹ سالگی جوان‌ترین استاد تاریخ کالج موسیقی برکلی شد جایی که بعدها به او دکترای افتخاری داد. او از پیشگامان موسیقی الکترونیک و یکی از اولین جَز موزیسین‌هایی بود که از سینتی سایزر به صورت جدی استفاده کرد. او هم چنین بانی گسترش انواعی از گیتارها از جمله گیتار آکوستیک سوپرانو، گیتار پیکاسو ۴۲ سیم و گیتار جَز آیبانز پی ام-۱۰۰ شد.

## سال‌های آغازین زندگی
متنی سال ۱۹۵۴ در کانزاس سیتی در خانواده ای اهل موسیقی به دنیا آمد. او که تأثیر مایلز دیویس، وس مونتگومری و بیتلز را بیش از بقیه می‌داند، با ترومپت در ۸ سالگی زندگی موسیقیاییش را آغاز کرد، در ۱۲ سالگی ساز گیتار را انتخاب کرد و در ۱۵ سالگی با بهترین نوازندگان جَز شهر خود کار می‌کرد.

## زندگی حرفه ای

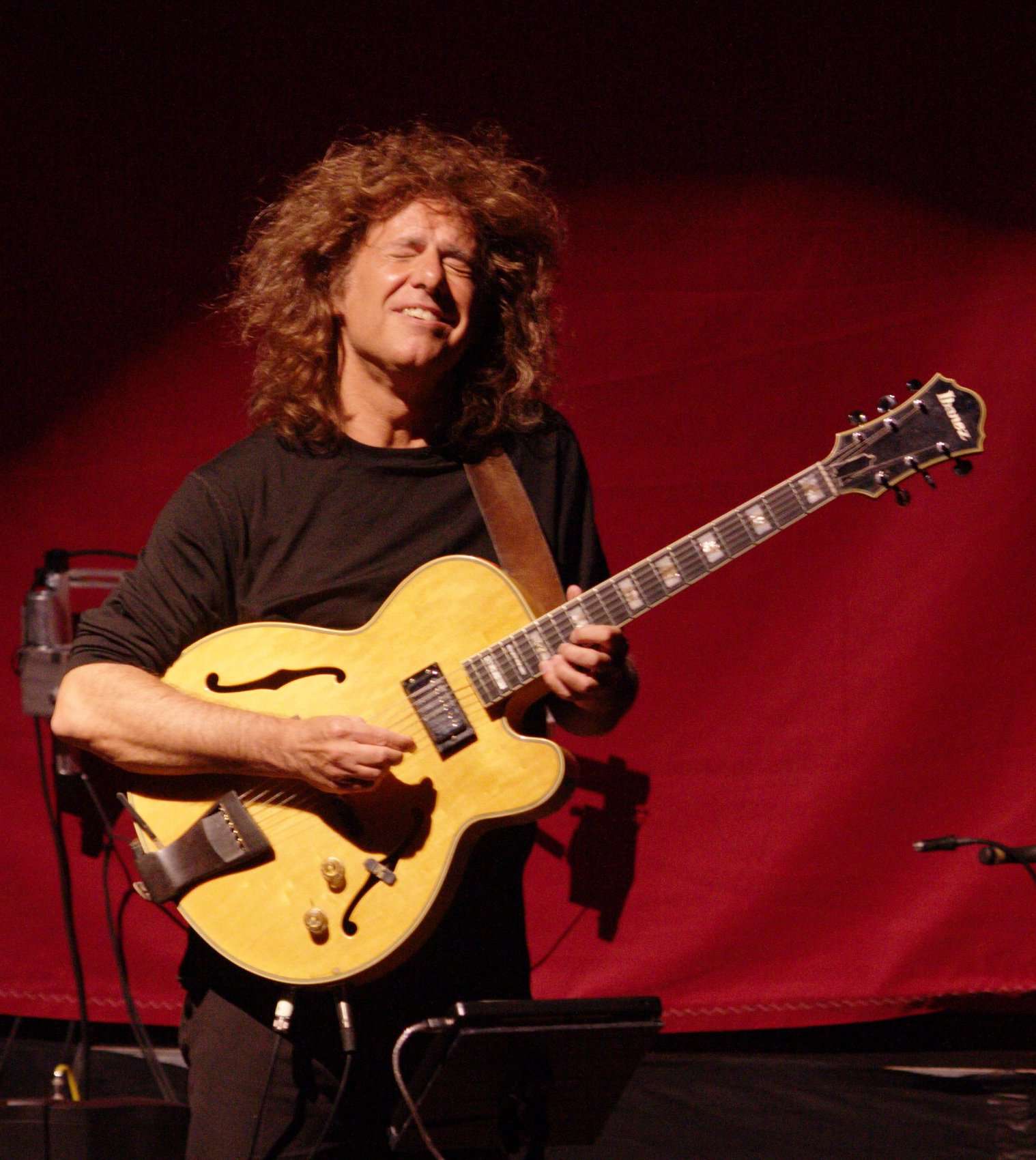
پت متنی در حال اجرا، تگزاس. آوریل ۲۰۱۰.

اولین آلبوم او Bright Size Life با همراهی جاکو پاستوریوس، شاهکاری بود که صدای گیتار جز سنتی را به نسل جدیدی از نوازندگان معرفی کرد. او در دوران حرفه ای اش این کار را با استفاده از فناوری‌های جدید و کار مدام در بهینه کردن پتانسیل صوتی و بداهه نوازی بر روی سازش ادامه داد و با نوازندگان مختلفی چون استیو رایش، اورنت کلمن، هربی هنکاک، دیوید بووی، جیم هال و برد ملداو همکاری کرد. آهنگسازی‌هایی گیتار سولو، آنسامبل‌های کوچک، سازهای آکوستیک و الکتریک، ارکسترهای بزرگ و قطعات باله را شامل می‌شود و طیفی از جز مدرن تا راک و کلاسیک (جز فیوژن) را دربر می‌گیرد.

## گروه وحدت
او در سال ۲۰۱۲ گروه خود با نام گروه وحدت (Unity Band) را متشکل از آنتونیو سانچز، بن ویلیامز (نوازنده) و کریس پاتر تشکیل داد و تورهایی را در اروپا و آمریکا برگزار کرد.